# (100614) 1997 SX34
(100614) 1997 SX34 es un asteroide perteneciente al cinturón de asteroides, descubierto el 28 de septiembre de 1997 por el equipo del Near Earth Asteroid Tracking desde el Observatorio de Haleakala, Hawái, Estados Unidos.

## Designación y nombre
Designado provisionalmente como 1997 SX34.

## Características orbitales
1997 SX34 está situado a una distancia media del Sol de 2,753 ua, pudiendo alejarse hasta 3,703 ua y acercarse hasta 1,804 ua. Su excentricidad es 0,344 y la inclinación orbital 12,16 grados. Emplea 1669,27 días en completar una órbita alrededor del Sol.
Los próximos acercamientos a Júpiter se producirán el 4 de marzo de 2064, el 25 de septiembre de 2123 y el 19 de abril de 2183.

## Características físicas
La magnitud absoluta de 1997 SX34 es 15,1. Tiene 3 km de diámetro y su albedo se estima en 0,282.